# 단타디카도레
단타디카도레 (Danta di Cadore)는 이탈리아 베네토주의 벨루노도에 위치한 코무네 (지방자치단체)이다. 베네치아에서 북쪽 약 130 킬로미터 (81 mi), 벨루노에서 북동쪽 약 50 킬로미터 (31 mi) 거리에 있다.